# Тамар Геннекен
Тамар Геннекен (нід. Thamar Henneken, 2 серпня 1979) — нідерландська плавчиня.
Призерка Олімпійських Ігор 2000 року.
Призерка Чемпіонату світу з плавання на короткій воді 1999 року.